# Werchni Baskuntschak
Werchni Baskuntschak (russisch Ве́рхний Баскунча́к) ist eine Siedlung städtischen Typs in der Oblast Astrachan (Russland) mit 8411 Einwohnern (Stand 14. Oktober 2010).

## Geografie
Die Siedlung liegt am Nordrand der Kaspischen Senke etwa 230 km Luftlinie nordnordwestlich des Oblastverwaltungszentrums Astrachan, östlich der Wolga und etwa 10 km westlich des Salzsees Baskuntschak.
Werchni Baskuntschak gehört zum Rajon Achtubinsk und ist von dessen Verwaltungszentrum Achtubinsk etwa 40 km in östlicher Richtung entfernt.

## Geschichte
Werchni Baskuntschak entstand ab dem ersten Jahrzehnt des 20. Jahrhunderts, nachdem die 1884 eröffnete Baskuntschak-Eisenbahn vom Baskuntschak-See zu den Salzverladestellen am Wolgaarm Achtuba ab 1907 von der Eisenbahnstrecke Saratow – Astrachan der Rjasan-Uralsker Eisenbahn gekreuzt und dort eine Station eröffnet wurde. Der Ortsname bedeutet ‚Ober-Baskuntschak‘ in Abgrenzung zum etwa 50 Höhenmeter tiefer in der von Baskuntschak-See eingenommenen Senke liegenden Nischni Baskuntschak (‚Nieder-‘ oder ‚Unter-Baskuntschak‘).
Die Rolle der Bahnstation wuchs, nachdem die Baskuntschak-Eisenbahn in der 1918 verstaatlichten Rjasan-Uralsker Eisenbahn aufging, sowie insbesondere nach Verlängerung der früheren Baskuntschak-Eisenbahn nach Stalingrad (heute Wolgograd) Anfang der 1930er-Jahre, womit eine durchgehende Bahnverbindung entlang der unteren Wolga geschaffen war. In diesem Zusammenhang wurden die Einrichtungen der Station mit Lokomotivdepot und zugehörigen Werkstätten erheblich ausgebaut, und die Einwohnerzahl des Ortes wuchs. 1936 erhielt er den Status einer Siedlung städtischen Typs.
Im Deutsch-Sowjetischen Krieg war die Station ein wichtiger Knotenpunkt für die Versorgung der Roten Armee in der Schlacht von Stalingrad. Aus diesem Grund wurden Station und Siedlung mehrfach von der deutschen Luftwaffe bombardiert und stark zerstört.

### Bevölkerungsentwicklung
| Jahr | Einwohner |
| ---- | --------- |
| 1939 | 5854      |
| 1959 | 7555      |
| 1970 | 8697      |
| 1979 | 8619      |
| 1989 | 9685      |
| 2002 | 8785      |
| 2010 | 8411      |

Anmerkung: Volkszählungsdaten

## Wirtschaft und Infrastruktur
Werchni Baskuntschak ist von Einrichtungen des Eisenbahnverkehrs (Lokomotivdepot, Werkstätten) sowie der im Zusammenhang mit dem Salzabbau im Baskuntschak-See stehenden Logistik geprägt. Dort treffen die von der Priwolschskaja schelesnaja doroga („Wolga-Eisenbahn“) der RŽD betriebenen Eisenbahnstrecken von Saratow und Wolgograd nach Astrachan beziehungsweise Kasachstan (Richtung Atyrau) aufeinander. Nach Nischni Baskuntschak führt eine Stichstrecke für den Salzabtransport.
Die Siedlung liegt an der Straße, die von Achtubinsk an der Regionalstraße von Wolgograd nach Astrachan entlang der Bahnstrecke zum Baskuntschak-See bei Nischni Baskuntschak verläuft.